# Antériorité de Marc

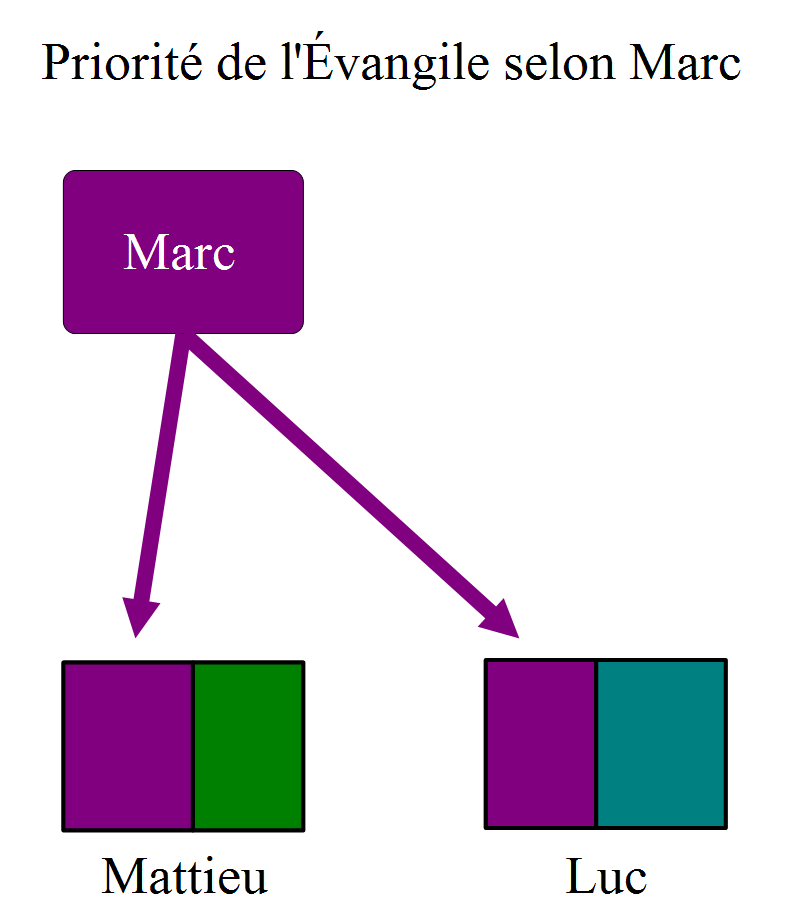
L'Évangile selon Marc, rédigé le premier, aurait servi de source à Matthieu et à Luc.

L’antériorité de Marc, ou priorité de Marc, est la thèse selon laquelle l’Évangile selon Marc est le plus ancien des trois synoptiques. L’exégèse biblique traditionnelle a longtemps attribué cette antériorité à l’Évangile selon Matthieu, en accord à la fois avec l’ordre canonique et avec les explications d’Augustin d’Hippone dans son De consensu evangelistarum.
La thèse de l’antériorité de Marc, désormais admise par la communauté scientifique, constitue la  base de la théorie des deux sources. Elle se situe au centre du problème synoptique.

## Histoire: la question de l'antériorité

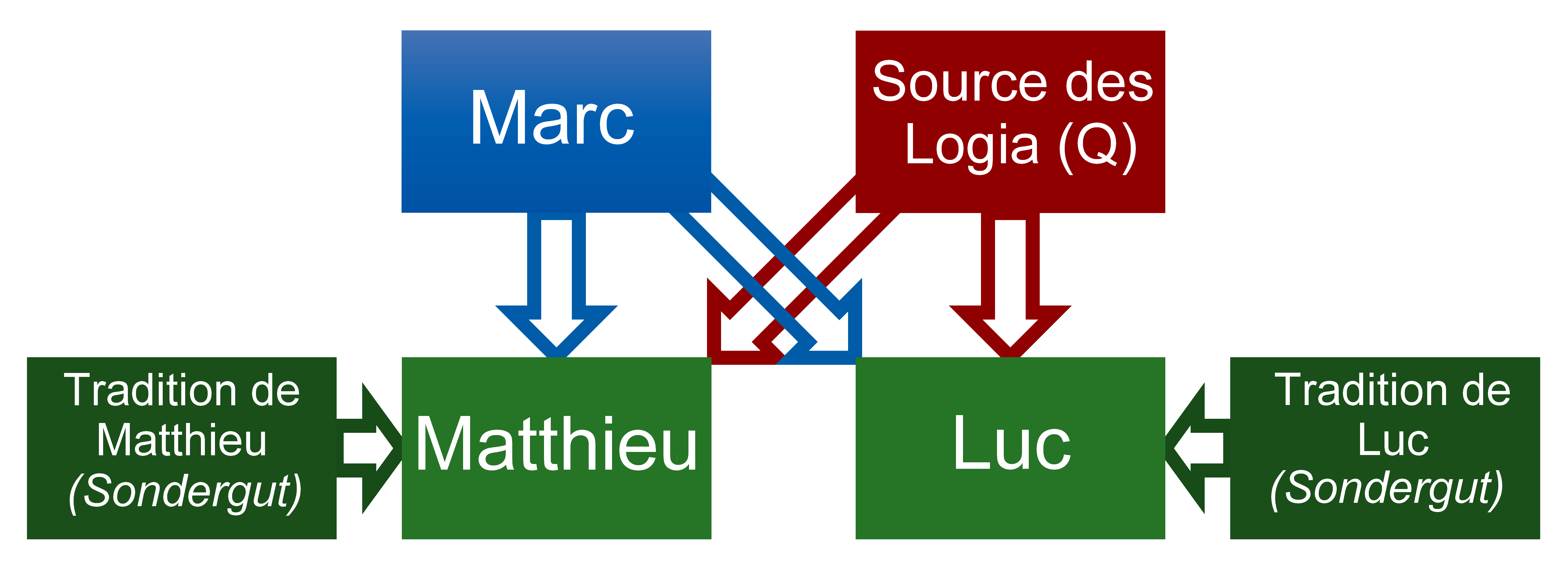
Les deux sources de Matthieu et de Luc : l'Évangile selon Marc et la Source Q, auxquels s'ajoutent leurs contenus spécifiques (Sondergut).

L'ordre des quatre Évangiles canoniques est le suivant : Matthieu-Marc-Luc-Jean. Cette tradition ecclésiastique, qui date du IIe siècle, est systématisée par Augustin d'Hippone vers l'année 400 dans son ouvrage De consensu evangelistarum, où il estime que  cette séquence reflète l'ordre chronologique dans lequel les textes ont été écrits : Matthieu est le premier des quatre évangiles, thèse restée indiscutée pendant des  siècles. Son argumentation, qui répond à un dessein apologétique, est mise à mal dès que l'exégèse biblique s'affranchit de la version officielle en la passant au crible de la lecture historico-critique, autrement dit à partir de la fin du XVIIIe siècle. Cette tradition ecclésiastique est initialement remise en cause par des théologiens protestants : d'abord par Gottlob Christian Storr (en) en 1786 puis par Johann Gottfried Herder en 1820. La publication en 1835 de La Vie de Jésus (Das Leben Jesu) de David Strauss qui remet en cause l'historicité des évangiles, rend la critique du problème synoptique encore plus vive chez les exégètes.
C'est à la lumière de la philologie que ce schéma théorique est contesté en 1835 par Karl Lachmann, dont l'analyse tend à prouver que, à l'inverse du modèle augustinien, Marc n'est pas le « résumeur » de Matthieu : au contraire, son évangile a probablement été utilisé par Matthieu ainsi que par Luc. Deux autres théologiens allemands, Christian Gottlob Wilke (en) et Christian Hermann Weisse, reprennent l'hypothèse de la priorité marcienne en 1838 pour combattre la thèse mythiste de Strauss. Dans la seconde partie du XIXe siècle, des théologiens comme Heinrich Julius Holtzmann (Die synoptischen Evangelien, 1863) et Bernhard Weiss (Lehrbuch der Einleitung in das Neue Testament, 1886) tentent de démontrer cette hypothèse afin de prouver la crédibilité des Évangiles comme témoins de l'activité de Jésus. Leur théorie attire l'attention des exégètes britanniques et américains au début du XXe siècle et devient populaire grâce aux travaux critiques  d'E. J. Rawlinson et d'Étienne Trocmé.
Si la solution la plus répandue au problème synoptique est de considérer que Évangile selon Marc a été utilisé comme source majeure par Matthieu et Luc, celle-ci n'est pas sans problèmes. Pour pallier ceux-ci, certains exégètes allemands du Nouveau Testament, particulièrement Holtzmann, ont imaginé, dans la deuxième moitié du XIXe siècle, l'existence d'une état antérieur de Marc, l'Urmarkus, un « Marc primitif » supposé être une sorte de première édition, une ébauche ancienne et perdue de cet évangile. Cette version, connue des auteurs de Matthieu et Luc, expliquerait alors certaines des différences par rapport à Marc que les deux autres synoptiques ont en commun. Si la théorie a connu un certain succès, critiquée par Paul Wernle (en) dès la fin du XIXe siècle, elle n'est plus aujourd'hui que faiblement reflétée à travers l'hypothèse selon laquelle les premières versions de Marc pourraient avoir varié.

## Les cinq critères
La démonstration se fonde sur cinq critères : la structure, la succession des péricopes, le contenu, le style et enfin le commentaire.
L’analyse de la structure révèle que Matthieu et Luc reprennent la narration de Marc tout en l’adaptant ; dès qu’ils s’en éloignent, ils s’écartent l’un de l’autre, par exemple lorsqu’ils abordent les Évangiles de l'enfance. La succession des péricopes fait apparaître que Matthieu et Luc se détachent volontiers de l’ordre adopté par Marc, mais sans respecter un enchaînement commun indépendant de lui ; en d’autres termes, Marc leur sert de fil conducteur.
L’étude du contenu, quant à elle, permet d’appréhender la part déterminante du matériau marcien chez Matthieu et Luc. Selon les chiffres indiqués par Daniel Marguerat, Matthieu (texte de 1 068 versets) utilise  523 versets de Marc sur 661 ; et Luc (texte de 1 149 versets), environ 364 sur 661. Seuls 26 versets restent propres à Marc. Au total, le texte marcien se retrouve presque intégralement  dans les deux autres synoptiques, soit 635 versets sur 661. Les 523 versets de Marc repris par Matthieu correspondent à près de 50 % du texte matthéen, et les 364 versets de Marc utilisés par Luc représentent 35 % du texte lucanien.
Le style de Marc se caractérise par sa simplicité : il procède par juxtapositions (la parataxe), s’exprime au présent de narration, accumule les tournures sémitiques. À l’inverse, Matthieu emploie l’aoriste, Luc recourt à une syntaxe élaborée et le vocabulaire de ces deux auteurs est plus recherché, d’où il ressort qu’ils ont amélioré le niveau linguistique. Enfin, le récit de Marc est développé par les deux autres évangélistes sous la forme de commentaires intégrés à leur texte : ils expliquent, ils explicitent, ils rectifient, tant sur le plan événementiel que dans une intention théologique.
Ces cinq séries d’observations plaident en faveur de l’antériorité de Marc. Elles se voient complétées par le fait que Matthieu et Luc présentent 235 versets communs qui ne se retrouvent pas chez Marc. Selon la théorie des deux sources, ce corpus de 235 versets, principalement constitué de paroles de Jésus (les logia), provient d'un second texte de référence : la Source Q.